# Донсков, Николай Александрович
Николай Александрович Донсков (род. 20 ноября 1955, Ленинград) — российский журналист, телеведущий, кинематографист, издатель, педагог. Руководитель Северо-Западного и Североевропейского бюро «Новой газеты» (Москва) (до 2022 г.), главный редактор с российской стороны международного издания «Novaja Gazeta Finland» (Хельсинки) (до 2022 г.). Ранее - кинооператор-постановщик и режиссер-постановщик студии "Лентелефильм", автор и создатель программ телекомпаний ВГТРК и 5 канал, ведущий авторской программы на телеканале «Ваше общественное телевидение». В настоящее время - педагог, мастер курса по журналистике (до 2022 г.), руководитель творческой мастерской по режиссуре кино и телевидения, преподает в РГИСИ и СПбГУП, доцент.
Живёт и работает в Санкт-Петербурге.

## Биография
Родился 20 ноября 1955 года в Ленинграде. Отец — офицер российской армии, мать — учитель математики.
Учился в школе с углубленным изучением английского языка № 185 и физико-математической № 30.
Высшее образование получил в Петербурге и Москве. Имеет три высших образования: в области прикладной математики, кинематографии и журналистики.
Окончил Санкт-Петербургский электротехнический университет (ЛЭТИ), ВГИК (Москва), Высшие курсы журналистики при Союзе журналистов.
Стажировался в США¸ странах Северной Европы, Европейском представительстве ООН в Женеве.
Имеет двоих детей: сына и дочь.
Почетный гражданин Аляски, США.

## Карьера
- После окончания ЛЭТИ работал в Особом конструкторском бюро биологической и медицинской кибернетики при кафедре Биотехнических систем ЛЭТИ.
- С 1984 по 1999 год — сценарист, режиссёр-постановщик, оператор-постановщик киностудии «Лентелефильм». Принимал участие в создании около 20 неигровых и игровых телевизионных картин производства студии «Лентелефильм».
- С 1999 по 2000 год — редактор Санкт-Петербургского отделения телеканала «Культура». В качестве одного из авторов принимал участие в создании цикла телевизионных фильмов о регионах России производства ВГТРК.
- С 2000 по 2001 год — главный редактор кинотелестудии «Век» (Санкт-Петербург). Принимал участие в создании телевизионных фильмов и программ по заказу федеральных телеканалов.
- С 2001 по 2007 год — главный редактор «Новой газеты в Санкт-Петербурге»[3], собственный корреспондент «Новой газеты» по Северо-Западу России и странам Балтии. Автор многочисленных публикаций «Новой газеты» на острые политические, социальные, правовые, правозащитные, экологические темы. Автор (в прежние годы) газет «Известия», «Аргументы и факты», «Комсомольская правда», «Литературная газета». Постоянный участник программ «Радио Свобода», «Эхо Москвы».
- С 2007 по 2022 г. — Руководитель Северо-Западного и Североевропейского бюро «Новой газеты» (Москва)[4], координатор международных проектов «Новой газеты» в Северной Европе, главный редактор с российской стороны международного издания «Novaja Gazeta Finland» (Хельсинки).
- Автор и ведущий телеканала «Ваше общественное телевидение» (Санкт-Петербург), (до 2014 г.) ведущий авторской еженедельной часовой вечерней телепрограммы, где в прямом эфире с участием политиков, общественных деятелей и экспертов обсуждаются острые политические, социальные и правозащитные проблемы.
- Автор ряда европейских изданий, выходящих на английском, финском и шведском языках, где затрагиваются проблемы современной России.
- Неоднократно принимал участие в создании радио и телепрограмм, телевизионных фильмов производства США, Великобритании, Германии, Швейцарии, Финляндии, рассказывающих о российской проблематике.
- Автор (в соавторстве) 12-ти изданных в Финляндии книг (на финском и шведском языках), сборников публицистики, рассказывающих о политических, социальных, правовых, правозащитных проблемах современной России.
- В последние годы – колумнист международного издания Le Monde Diplomatique (издается в 35 странах мира).
- С 2015 года активно занимается педагогической деятельностью. Преподает режиссуру кино и телевидения в Российском Государственном институте сценических искусств (педагог курса), а также в Санкт-Петербургском Гуманитарном университете профсоюзов – режиссуру кино и телевидения (руководитель творческой мастерской, мастер курса) и журналистику (до 2022г., мастер курса), доцент. Студенты и выпускники творческой мастерской режиссуры кино и телевидения Н. Донскова регулярно становятся призерами и лауреатами российских и международных фестивалей и конкурсов.

Членство в профессиональных объединениях:
- член секции телевизионного кино Союза кинематографистов России,
- член Союза журналистов России,
- эксперт Центра экстремальной журналистики Союза журналистов РФ по проблемам нарушений прав журналистов,
- член Европейской Международной федерации журналистов.

## Награды
- Премия «Золотое перо»- за лучшие публицистические работы, Санкт-Петербург, 2003[5]
- Премия имени Артема Боровика «Честь, мужество, мастерство» — за творческие достижения в жанре журналистского расследования и вклад в развитие независимой журналистики, Москва, 2004[6]
- Премия «За верность свободе прессы и высокий профессионализм», Санкт-Петербург, 2005[7]
- Диплом «Золотой фонд прессы России» — за вклад в совершенствование издания «Новая газета», Москва, 2007[4]
- Включен в энциклопедию[8]
- Включен в международную энциклопедию «Who is who в России» как человек, внесший вклад в развитие независимой демократической прессы России[4]